# Sorrent

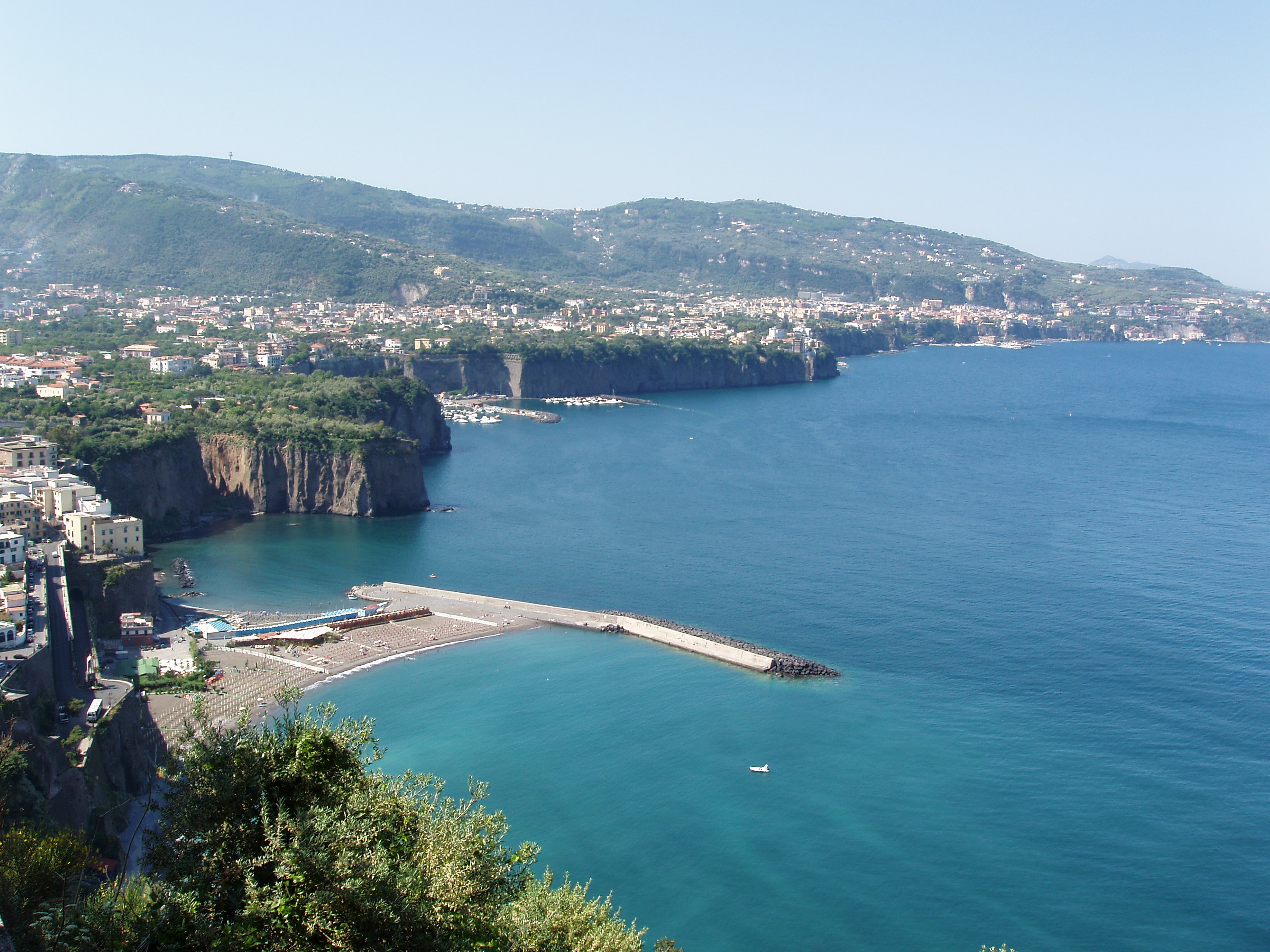
Sorrent

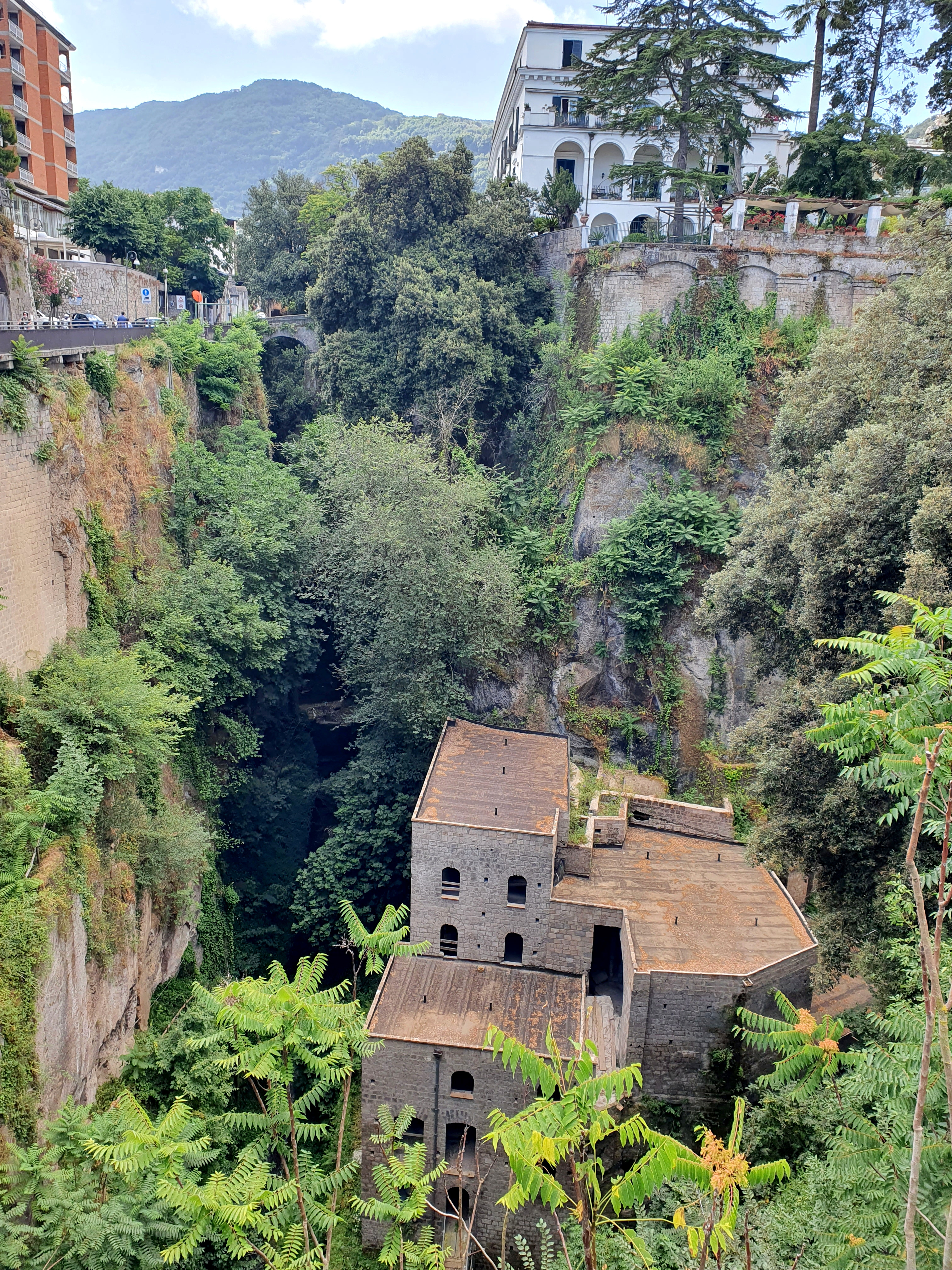
Sorrent, Tal der Mühlen (Valle dei Mulini)

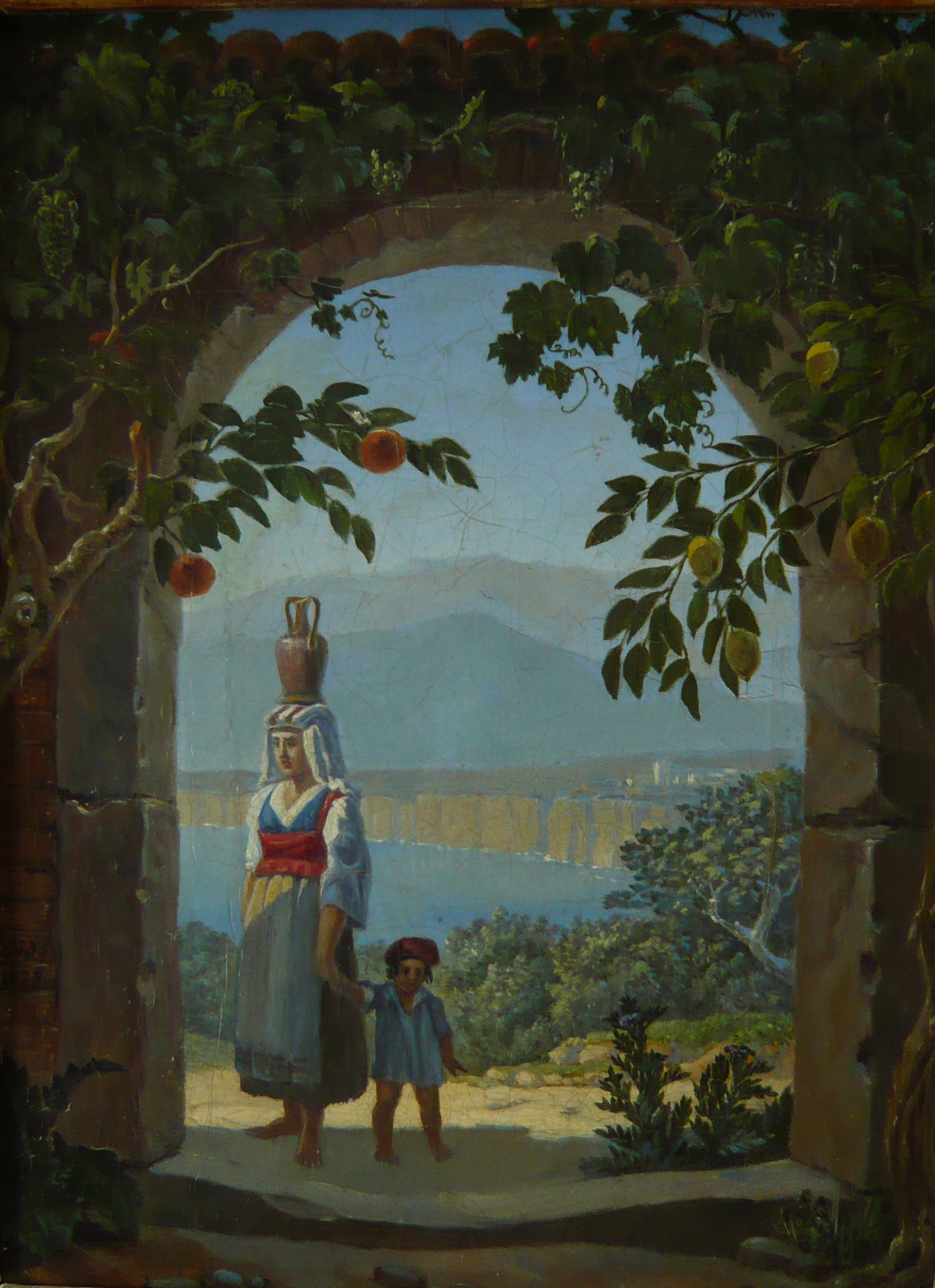
Erinnerung an Sorrent von Carl Gustav Carus, 1828

Sorrent (italienisch Sorrento, neapolitanisch Surriento) ist eine italienische Stadt mit 15.302 Einwohnern (Stand 31. Dezember 2023) in der Metropolitanstadt Neapel. Sie ist Teil der Berggemeinschaft Comunità Montana Monti Lattari - Penisola Sorrentina.

## Geographie
Die Stadt Sorrent liegt auf der Halbinsel von Sorrent am Golf von Neapel. Sie liegt über schwarzen Steilklippen aus dunklem vulkanischem Gestein auf einer Tuffsteinterrasse. Sorrent wird von imposanten Felsen des Kalksteingebirges umgeben.

## Touristisches
Seit Jahrhunderten ist Sorrent Ziel nordeuropäischer Italiensehnsucht. Schriftsteller und Maler haben den Ort in Wort und Bild verewigt.
Sorrent und die Amalfiküste sind bekannt für ihre großen Zitronen (ital. limoni). Als typische Produkte aus diesen Früchten sind der Zitronenlikör Limoncello sowie Zitronenschokolade zu nennen. Darüber hinaus produzieren in der Stadt zahlreiche Keramikateliers Artikel mit Stadtansichten, Amalfidarstellungen oder Zitronenmotiven. Das Herz des Städtchens bilden die Einkaufsstraße Via S. Cesareo und die Piazza Tasso.
Beliebt ist Sorrent wegen seiner günstigen Lage auch als Ausgangspunkt zu den Sehenswürdigkeiten der Umgebung. Die Spitze der Halbinsel von Sorrent liegt nur etwa 5 km von Capri entfernt, das vom Hafen Marina Piccola bequem erreicht werden kann. Auch Ischia und Procida, deren Silhouetten an klaren Tagen zu sehen sind, können per Schnellboot in kurzer Zeit erreicht werden. Die Regionalbahn Circumvesuviana bringt Besucher nach Pompeji und Herculaneum oder nach Neapel.
Von Sorrent aus ist die Amalfiküste, italienisch costiera amalfitana, erreichbar über die Strada Statale 163 Amalfitana, ein beliebtes Ausflugsziel.

## Geschichte

### Mythische Vergangenheit
Der heutige Name Sorrent (Sorrento) geht auf den antiken Namen Surrentum und den Mythos der Sirenen zurück, die durch ihren Gesang die Seefahrer verwirrten. Einer Legende zufolge konnten sich nur Odysseus und seine Begleiter dem Zauber des Sirenengesangs entziehen, worauf sich die Sirenen in den Felsen mit dem Namen Li Galli (auf der Südseite der Halbinsel nahe Positano im Golf von Salerno) verwandelten.

### Geschichte
Sorrents Ursprünge liegen im 7. Jahrhundert vor Christus, als es von den Phöniziern gegründet wurde. Von 474 bis 420 v. Chr. war Sorrent unter der Regentschaft von Griechen, bis es 150 Jahre später römisches Municipium wurde. In dieser Zeit des Römischen Reiches wurde es der Sommersitz von Aristokraten und Reichen. Besterhaltenes Zeugnis ist die schon von Publius Papinius Statius in seinem Werk Silvae beschriebene Meer-Villa des Felix Pollio, nahe dem Fischerdörfchen Puolo gelegen.
Im Laufe der Jahrhunderte haben viele Völker den Versuch unternommen, die von den Griechen errichtete Stadtmauer zu durchbrechen und das Städtchen zu erobern. So wurde Sorrent 1133 von den Normannen eingenommen. 
Im 19. Jahrhundert verbesserte sich die wirtschaftliche Situation der Stadt deutlich, begünstigt durch die Entwicklung von Landwirtschaft, Handel und Tourismus. Eine Straße, die Sorrent mit Castellammare di Stabia verbindet, wurde unter der Herrschaft von Ferdinand II. (1830–1859) eröffnet. 1861 wurde Sorrento offiziell dem neuen Königreich Italien angegliedert. In den folgenden Jahren festigte und baute es seinen Status als eines der renommiertesten Reiseziele Italiens aus, ein Trend, der sich bis ins 21. Jahrhundert fortsetzte. Zu den berühmten Besuchern zählen Lord Byron, Keats, Goethe, Friedrich Nietzsche, Henrik Ibsen und Walter Scott.

## Sehenswürdigkeiten

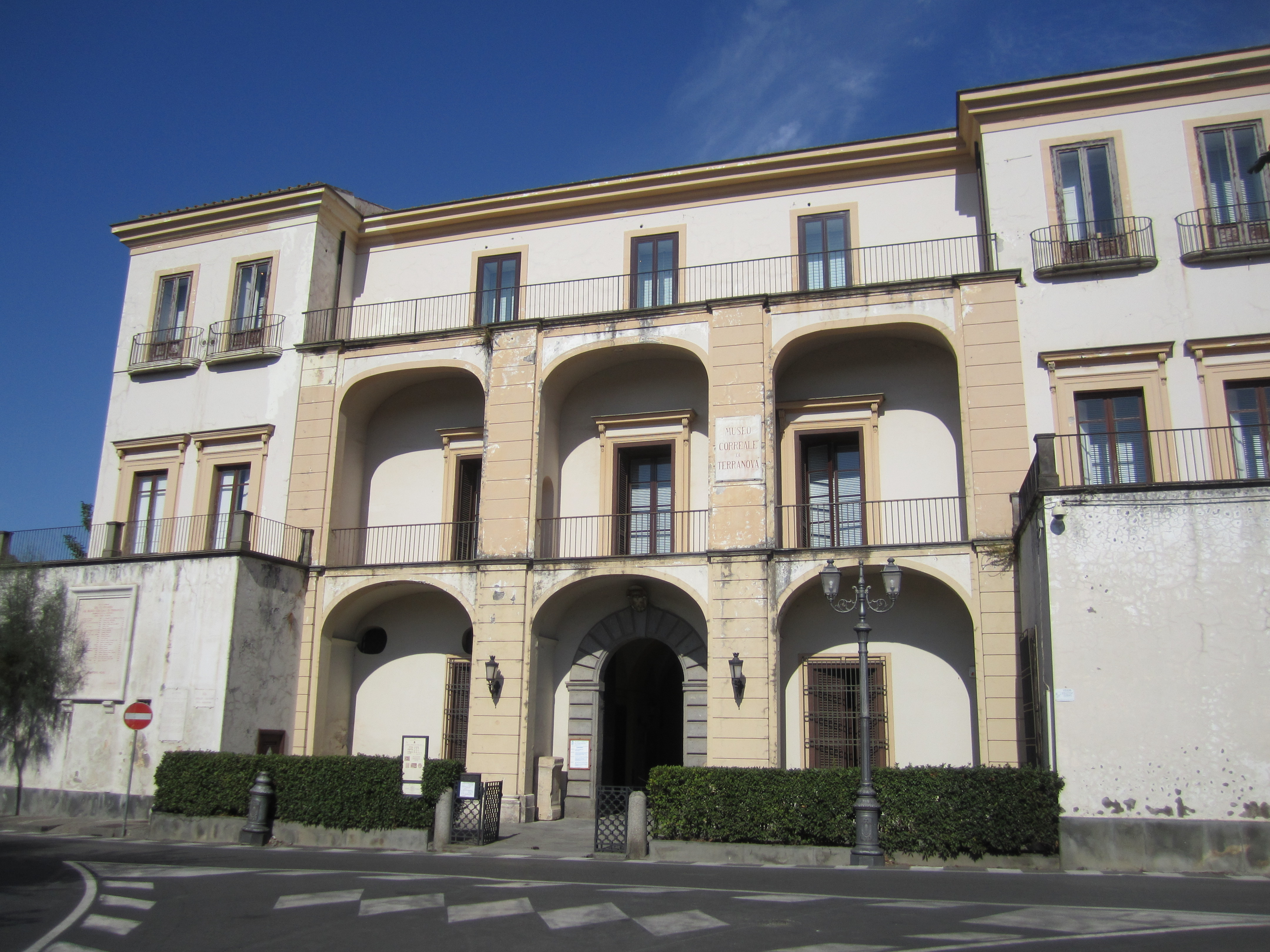
Museo Correale di Terranova

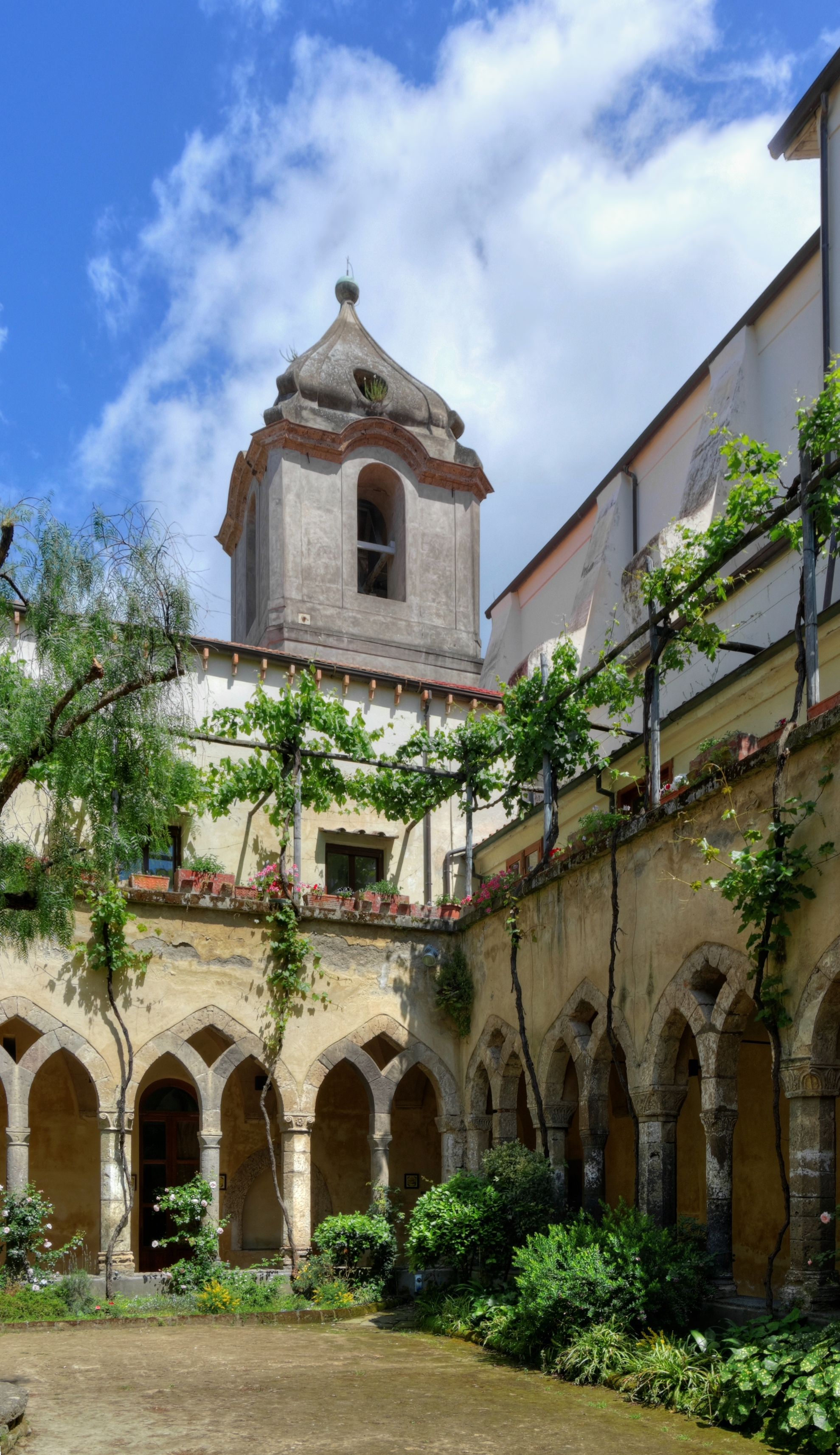
Kreuzgang des Klosters San Francesco

- Das Museo Correale di Terranova in einem früheren Adelspalast zeigt z. B. Möbel, Intarsienarbeiten, Porzellan, Gemälde des 17. bis 19. Jahrhunderts. Gestiftet wurde das Museum von den Brüdern Pompeo und Alfredo Correale.
- Dom: ein romanischer Kirchenbau, in dem u. a. Torquato Tasso getauft wurde
- Franziskanerkloster (San Francesco) mit Kreuzgang aus dem 14. Jahrhundert
- Chiesa Santa Maria del Carmine
- Basilica di Sant’Antonino abate: Sie ist die älteste Kirche in Sorrent und dem Schutzpatron der Stadt, dem Heiligen Antoninus, gewidmet, dessen Reliquien in der Krypta liegen. Er soll einen Jungen aus dem Bauch eines Wales gerettet haben, weshalb zahlreiche Gläubige hier für ein Wunder beten.
- Villa Communale Park (Stadtgarten) mit Aussicht über den Golf von Neapel
- Museobottega della Tarsialignea: eine Ausstellung von Werken italienischer Intarsienkünstler aus dem 19. Jahrhundert und moderne angewandte Intarsienkunst, gesammelt von dem Architekten und Designer Alessandro Fiorentino.[2]
- Griechisches Stadttor und romanischer Bogen an der alten Stadtmauer[3]
- Tal der Mühlen (Valle dei Mulini): Ein großer Felsspalt mit einer Gruppe von Mühlenruinen nahe der Piazza Tasso. Die ersten Mühlen wurden im 10. Jh. n. Chr. gegründet, die letzten in den 1940er Jahren verlassen, weil das Tal durch den Bau der Piazza Tasso 1866 vom Meer abgeschnitten wurde[4]

## Sorrent in den Medien
- In Sorrent spielt der Film Pane, amore e… (deutsch: Liebe, Brot und tausend Küsse; 1955) mit Sophia Loren. Gedreht wurde unter anderem im Grand Hotel Excelsior Victoria und in Nachbarstädten.
- Giambattista und Ernesto De Curtis setzten Sorrent und dem Meer mit dem Lied Torna a Surriento ein musikalisches Denkmal. Enrico Caruso war einer der vielen Interpreten.[3]
- In und rund um Sorrent spielt auch der Großteil des Films Love Is All You Need (dänischer Originaltitel: Den skaldede frisør, ‚Die kahle Frisörin‘), eine romantische Filmkomödie der Regisseurin Susanne Bier aus dem Jahre 2012, in den Hauptrollen Trine Dyrholm und Pierce Brosnan.

## Verkehr
Ein Zweig der Schmalspur-Regionalbahn Circumvesuviana (Napoli Porta Nolana–Sorrento) endet in Sorrent.
Es gibt Fährverbindungen nach Capri, Ischia und Neapel.
Nächstgelegener Flughafen ist der 53 km entfernte Flughafen Neapel.
Neben innerörtlichen Buslinien gibt es Busverbindungen via Positano nach Amalfi sowie auch nach Massa Lubrense und Transfers zum Flughafen Neapel.

## Städtepartnerschaften
- Mar del Plata, Argentinien
- Kumano, Japan, seit 2001
- Santa Fe, Vereinigte Staaten, seit 2000
- Skien, Norwegen, seit 2004
- Nizza, Frankreich
- Dubrovnik, Kroatien, seit 2023

## Persönlichkeiten

### Hier geboren
- Antoninus von Sorrent († um 870), Abt und Stadtpatron der Stadt
- Niccolò d’Acciapaccio (1382–1447), Kardinal der Katholischen Kirche
- Torquato Tasso (1544–1595), Dichter
- Antonino Sersale (1702–1775), Erzbischof von Neapel und Kardinal
- Max Klinckenberg (1882–nach 1943), deutscher Maler und Bildhauer
- Gianluigi Aponte (* 1940), Gründer der Mediterranean Shipping Company

### Sonstige
- Der russische Schriftsteller Maxim Gorki lebte ab 1924 mehrere Jahre in Sorrent, um seine Tuberkulose auszukurieren.